# Phil·lipsita
Phil·lipsita és el nom comú que reben tres minerals de la classe dels silicats: phil·lipsita-Ca, phil·lipsita-K i phil·lipsita-Na, molt relacionats amb la flörkeita. Reben el seu nom del mineralogista anglès William Phillips (1776-1829).

## Característiques
Segons la classificació de Nickel-Strunz, la phil·lipsita-Ca, la phil·lipsita-K i la phil·lipsita-Na pertanyen a "09.GC: Tectosilicats amb H₂O zeolítica, cadenes de connexions dobles de 4-enllaços» juntament amb els següents minerals: amicita, garronita, gismondina-Ca, gobbinsita, harmotoma, flörkeïta, merlinoïta, mazzita-Mg, mazzita-Na, perlialita, boggsita, paulingita-Ca i paulingita-K.

### Phil·lipsita-Ca

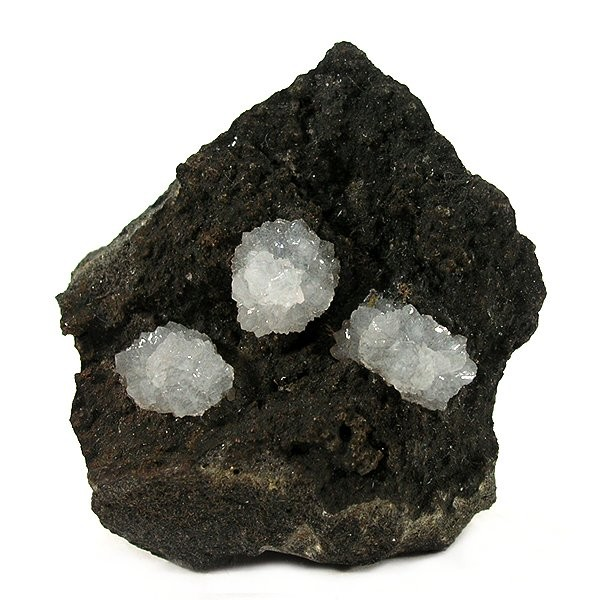
phil·lipsita-Ca de Collingwood, Melbourne, Austràlia

La phil·lipsita-Ca és el membre dominant amb calci de la phil·lipsita. La seva fórmula és (Ca0,5,K,Na,Ba0,5)4-7[Al4-7Si12-9O32]·12H₂O, i la seva duresa a l'escala de Mohs oscil·la entre 4 i 5. Forma sèries de solució sòlida amb l'harmotoma, amb la phil·lipsita-Na i amb la phil·lipsita-K. Com les altres dues espècies de phil·lipsita, cristal·litza en el sistema monoclínic. La seva fractura és irregular, amb una exfoliació desigual en {010}. La seva localitat tipus és Lower Salt Lake Tuff, Oahu, Honolulu, Hawaii, Estats Units.

### Phil·lipsita-K
La phil·lipsita-K és el membre dominant amb potassi de la phil·lipsita, i es troba molt relacionada amb la flörkeita. La seva fórmula química és (K,Na,Ca0,5,Ba0,5)4-7[Al4-7Si12-9O32]·12H₂O, i la seva duresa a l'escala de Mohs oscil·la entre 4 i 5. Forma sèries de solució sòlida amb la phil·lipsita-Na i amb la phil·lipsita-Ca. La seva localitat tipus es troba a Capo di Bove, Roma, Itàlia.

### Phil·lipsita-Na
La phil·lipsita-Na és el membre dominant amb sodi de la phil·lipsita. La seva fórmula química és (Na,K,Ca0,5,Ba0,5)4-7[Al4-7Si12-9O32]·12H₂O, i la seva duresa a l'escala de Mohs oscil·la entre 4 i 5. Forma sèries de solució sòlida amb la phil·lipsita-K i amb la phil·lipsita-Ca. La seva localitat tipus es troba a Rupe di Aci Castello, Aci Castello (Etna), Catània, Sicília, Itàlia.